# Michel Bock
Pour les articles homonymes, voir Bock (homonymie).
Michel Bock, né en 1971 à Sudbury, est un écrivain canadien. Il a étudié aux universités Laurentienne, Lyon II et Ottawa.
Il est également directeur de la Chaire d'histoire de la francophonie canadienne du Collège des chaires de recherche sur le monde francophone.

## Ouvrages publiés
- Bâtir sur le roc : de l'ACFEO à l'ACFO du Grand Sudbury, 1910-1987 , 1994
- L'Ontario français : des Pays-d'en-haut à nos jours, 2004
- Comment un peuple oublie son nom : la crise identitaire franco-ontarienne et la presse française de Sudbury, 2001
- La jeunesse au Canada français : formation, mouvements et identité, 2005
- Quand la nation débordait les frontières : les minorités françaises dans la pensée de Lionel Groulx, Prix du Gouverneur général 2005

## Honneurs
- Bourses doctorale et postdoctorale du Conseil de recherche en sciences humaines du Canada, 1998, 2003
- Prix littéraire du Gouverneur général du Canada, 2005
- Prix Michel-Brunet, 2005
- Prix littéraire Champlain, 2005
- Médaille de l'Assemblée nationale du Québec, 2005[3]
- Finaliste du Prix de la Présidence de l'Assemblée nationale du Québec, 2005